# Торфболото (Мелекесский район)
Торфболото — упразднённый посёлок в Мелекесском районе Ульяновской области России. По некоторым сведениям в 2012 году включен в состав города Димитровграда и исключен из учётных данных.

## География
Микрорайон находится в восточной части Левобережья, в 2 км от реки Большой Черемшан. Торфяники.

### Климат
Климат характеризуется как умеренно континентальный, с тёплым летом и умеренно холодной зимой. Средняя температура воздуха самого тёплого месяца (июля) — 20 °C (абсолютный максимум — 39 °C); самого холодного (января) — −13,8 °C (абсолютный минимум — −47 °C). Продолжительность безморозного периода составляет в среднем 131 день. Среднегодовое количество атмосферных осадков составляет 406 мм. Снежный покров образуется в конце ноября и держится в течение 145 дней.

## История
Посёлок Торфболото вошёл в границы муниципального образования «Город Димитровград» 13 июля 2004 года вместе с посёлком Дачный (всего 17 га).
Официально образован в 2005 году в составе Старосахчинского поселения Мелекесского района.
При этом населенный пункт на месте посёлка был обозначен ещё на карте 1949 года издания.
С момента своего официального появления в 2005 году жители населённого пункта начали активно выступать за его включение в состав города, поскольку расстояние до центра сельсовета составляло около 40 километров.

## Население
По сведениям на 2012 год в поселке проживало около 300 человек, в основном пенсионеры.

## Транспорт
До посёлка Торфболото можно добраться на рейсовом автобусе № 8.